# At a Distance, Spring Is Green
At a Distance, Spring Is Green (hangul: 멀리서 보면 푸른 봄) é uma série de televisão sul-coreana de 2021 adaptada do webtoon de mesmo nome. Foi ao ar às segundas e terças-feiras às 21:30 (KST) de 14 de junho a 20 de julho de 2021 na KBS2. Está disponível internacionalmente através do Viki e do iQiyi.

## Sinopse
A história gira em torno de Yeo Jun (Park Ji-hoon), um jovem estudante calouro da Universidade Myeongil. Yeo Jun parece ter tudo sob controle: ele é muito bonito, possui uma boa relação com os colegas, tem uma personalidade encantadora, vem de uma família abastada e corresponde às expectativas criadas para ele. Mas nem tudo é o que parece, pois há outro lado da vida que ele não pode mostrar a ninguém e muita dor que ele precisa manter enterrada dentro de si.
Durante um trabalho em grupo, ele conhece Nam Su-hyeon (Bae In-hyuk), um aluno do terceiro ano, da mesma área que estuda, que é um aluno nota dez, mas alguém que não consegue conviver com os outros devido à sua personalidade espinhosa. Vindo de uma família pobre, Su-hyeon só está preocupado em ganhar ajuda financeira da escola e dinheiro para sustentar sua família. Ele não tem tempo para amigos e muito menos para crianças ricas e mimadas, mas Yeo Jun começa a criar uma amizade com ele, como se Su-hyeon fosse seu cachorrinho. As duas personalidades, que não deveriam se misturar, como óleo e água, gradualmente formam um vínculo estreito enquanto cuidam da dor e das deficiências um do outro. Outra aluna do terceiro ano, Kim So-bin (Kang Min-ah), que é bastante mediana em tudo e luta para se destacar, entra no grupo, e os três formam um trio estranho e improvável.

## Elenco

### Principal
- Park Ji-hoon como Yeo Jun[6]
  - Seo Woo-jin como Yeo Jun jovem

O segundo filho de uma família rica, ele é um estudante do primeiro ano de Negócios na Universidade Myeongil.
- Kang Min-ah como Kim So-bin[7]

Um aluna do terceiro ano no departamento de Negócios da Universidade de Myeongil. Ela é uma pessoa isolada da sociedade, consciente do que os outros pensam, e sendo muito tímida.
- Bae In-hyuk como Nam Soo-hyun[8]

Um aluno do 3º ano na Universidade Myeongil. Um perfeccionista frio que se envolve em confrontos, grandes e pequenos, com as pessoas ao seu redor.

### De apoio
- Kwon Eun-bin como Wang Young-ran[5]

Aluna do 4º ano de Educação Física na Universidade Myeongil. Com seu carisma e personalidade, ela desempenha o papel de rainha do dormitório da Universidade Myeongil.
- Woo Da-bi como Gong Mi-joo[9]

Uma beldade colorida que está se formando em Design na Universidade Myeongil. Ela cresceu sob o amor extraordinário e a superproteção de seu pai.
- Choi Jung-woo como Hong Chan-ki[10]

Um playboy com energia brilhante e positiva. Ele está se formando em Ciência da Computação na Universidade Myeongil. Ele parece ser muito despreocupado, mas frequentemente se sente vazio por dentro e tem suas próprias preocupações que tenta esconder.
- Lee Woo-je como Han Jung-ho[5]

Aluno do 3º ano em Administração de Empresas. Após ser dispensado do exército, ele voltou tarde para a escola, então suas notas eram mais altas do que as de seus colegas do 3º ano.
- Yoo In-soo como Oh Chun-gook[5]

Um aluno do 3º ano de Administração de Empresas que gosta de fofocar e espalhar boatos. Melhor amigo e júnior de Jung-ho.
- Yoon Jung-hoon como Ko Sang-tae[5]

Calouro em Administração de Empresas que estudou no ensino médio com Yeo Jun e agora também é seu colega de faculdade. Embora ele ande perto de Yeo Jun, na verdade ele tem inveja dele.
- Shin Su-hyun como Park Hye-ji[5]

Uma aluna do 3º ano de Administração de Empresas que gosta de sair, mas tem uma personalidade de duas caras. Ela humilha os outros com base em dinheiro, aparência e educação. Ela tenta se dar bem com Yeo Jun, um calouro popular, mas as coisas não vão bem. Ela ica com ciúmes de Kim So-bin porque ela se aproxima de Yeo Jun.
- Choi Moon-hee como Lee Gi-sun[5]

Estudante do terceiro ano de Administração de Empresas e melhor amiga de Hye-ji. Ela não aprova o comportamento discriminatório da amiga, mas a escuta e atende seus a pedidos.
- Bin Chan-wook como Park Jung-bum[5]

Um estudante do 4º ano de Administração de Empresas e um mentiroso descarado. Ele é um estudante bolsista no departamento de Administração de Empresas. Ele tem ciúmes de Kim So-bin, de quem a assistente Seol gosta.
- Cha Chung-hwa como Professora Song[5]

Professora de Administração de Empresas na Universidade Myongil, ela é autoritária. Fria e racional. Ela não entende o Professor Park, que quer se dar bem com os alunos.
- Eru como Professor Park[5]

Professor de Administração de Empresas na Universidade Myongil. Um professor que realmente ama os alunos. É um pequeno sonho comer com os alunos e falar sobre a vida abertamente.
- Lee Ye-rim como a assistente Seol[11]

Assistente no Departamento de Administração de Empresas da Universidade Myongil, uma pessoa próxima dos juniores, com um estilo sociável e que os apoia. Ela sente pena de Kim So-bin e tenta ajudá-la. Às vezes fica brava com a Professora Song por causa de sua selvageria, mas é paciente.

#### Família de Yeo Jun
- Na In-woo como Yeo Jun-wan[12]
  - Choi Seung-hoon como Yeo Jun-wan jovem

O irmão mais velho de Yeo Jun, que é o responsável por ele, e o professor mais jovem da Universidade Myeongil. Um gênio que, desde muito novo, mostrou grande aptidão em matemática.
- Kim Hyeong-mook como Yeo Myeong-hoon[5]

Pai de Yeo Jun e de Yeo Jun-wan. Presidente da Mijin Foods, um grande conglomerado alimentício. Um empresário bem-sucedido e de elite que veio de uma família comum, mas se juntou a uma grande empresa e cresceu até onde está.
- So Hee-jung como Cha Jung-joo[5]

Mãe de Yeo Jun e de Yeo Jun-wan. Uma musicista que se formou e planejava estudar no exterior, mas devido à pressão familiar foi forçada a desistir de seu sonho e se casar. Ela carrega dentro de si muita raiva complexa e intensa. Todos os amigos que estudaram com ela agora são professores de música bem-sucedidos e músicos famosos, enquanto ela é apenas a esposa de um funcionário da Mijin Foods. Ela tentou o seu melhor para criar seus dois filhos, Joon e Joonwan, mas é uma mulher fria, com amor-próprio mais forte do que amor maternal.

#### Família Nam Soo-hyun
- Kim Soo-gyeom como Nam Gu-hyeon[5]

Irmão mais novo de Nam Soo-hyun. Um estudante se preparando para o concurso público porque quer se tornar policial, assim como seu pai (falecido). Não tem plena consciência do fardo financeiro que So-hyun carrega. Um irmão mais novo imaturo que faz o que quer.

#### Outros
- Han Soo-ah como namorada de Chan-ki

## Trilha sonora

### Part 1
| Lançado em 15 de junho de 2021 |                                         |         |                         |         |         |  |
| N.º                            | Título                                  | Letras  | Música                  | Artista | Duração |  |
| 1.                             | "Spring Spring Spring" (봄봄봄)         | Roy Kim | Roy Kim Bae Young-kyung | Punch   | 3:15    |  |
| 2.                             | "Spring Spring Spring" (봄봄봄 (Inst.)) |         | Roy Kim Bae Young-kyung |         | 3:15    |  |

### Parte 2
| Lançado em 22 de junho de 2021 |                                |            |                                   |              |         |  |
| N.º                            | Título                         | Letras     | Música                            | Artista      | Duração |  |
| 1.                             | "Talk to me" (말만 해)         | Famous Bro | Famous Bro HYMAX Seo Ji-eun Dante | Park Ji-hoon | 2:53    |  |
| 2.                             | "Talk to me" (말만 해 (Inst.)) |            | Famous Bro HYMAX Seo Ji-eun Dante |              | 2:53    |  |

### Parte 3
| Lançado em 29 de junho de 2021 |                                            |          |                 |                      |         |  |
| N.º                            | Título                                     | Letras   | Música          | Artista              | Duração |  |
| 1.                             | "We will be not all together" (품)         | paulkyte | paulkyte APICKS | Rothy Han Seung-yoon | 4:16    |  |
| 2.                             | "We will be not all together" (품 (Inst.)) |          | paulkyte APICKS |                      | 4:16    |  |

## Audiência
| Ep. | Parte | Data de transmissão original | Parcela média de audiência (Nielsen Korea) |
| Ep. | Parte | Data de transmissão original | Nacional                                   |
| --- | ----- | ---------------------------- | ------------------------------------------ |
| 1 | 1     | 14 de junho de 2021          | 2.3%                                       |
| 1 | 2     | 14 de junho de 2021          | 2.6%                                       |
| 2 | 1     | 15 de junho de 2021          | 1.8%                                       |
| 2 | 2     | 15 de junho de 2021          | 2.2%                                       |
| 3 | 1     | 21 de junho de 2021          | 1.9%                                       |
| 3 | 2     | 21 de junho de 2021          | 2.0%                                       |
| 4 | 1     | 22 de junho de 2021          | 2.0%                                       |
| 4 | 2     | 22 de junho de 2021          | 2.4%                                       |
| 5 | 1     | 28 de junho de 2021          | 1.8%                                       |
| 5 | 2     | 28 de junho de 2021          | 1.4%                                       |
| 6 | 1     | 29 de junho de 2021          | 1.9%                                       |
| 6 | 2     | 29 de junho de 2021          | 2.4%                                       |
| 7 | 1     | 5 de julho de 2021           | 1.6%                                       |
| 8 | 1     | 6 de julho de 2021           | 2.2%                                       |
| 9 | 1     | 12 de julho de 2021          | 2.0%                                       |
| 10 | 1     | 13 de julho de 2021          | 2.0%                                       |
| 11 | 1     | 19 de julho de 2021          | 1.5%                                       |
| 12 | 1     | 20 de julho de 2021          | 2.2%                                       |
| Média | Média | Média                        | 2.01%                                      |
| - Na tabela acima, os números em azul representam a audiência mais baixa e os números em vermelho representam a audiência mais alta. |       |                              |                                            |